# Vida 23
"Vida 23" là một ca khúc của nam ca sĩ nhạc rap người Mỹ Pitbull nằm trong album phòng thu thứ năm của anh, Armando. Ca khúc được sáng tác bởi Clinton Sparks, William Grigahcine, Armando Pérez, trong khi việc sản xuất được giao cho Clinton Sparks và DJ Snake. Pitbull đã biểu diễn ca khúc này tại lễ trao giải Giải Latin Grammy năm 2011.

## Danh sách ca khúc
- Bản album

1. "Vida 23" – 3:20

## Tham gia thực hiện
- Pitbull – sáng tác, hát chính
- Nayer - hát chính
- Clinton Sparks – sáng tác, sản xuất, sắp xếp, dụng cụ, thu âm, phối khí
- DJ Snaker – sản xuất, sắp xếp, dụng cụ
- William Grigahcine – sáng tác, sản xuất bổ sung

Thông tin được lấy từ ghi chú trong album Armando.

## Lịch sử phát hành
| Quốc gia | Ngày                | Định dạng       | Hãng đĩa             |
| -------- | ------------------- | --------------- | -------------------- |
| Mỹ       | 2 tháng 11 năm 2010 | Tải kỹ thuật số | Sony Latino, Mr. 305 |